# Bull Point
Bull Point (en espagnol : Punta del Toro) est la partie la plus au sud de la Malouine orientale des îles Malouines. C'est une péninsule à l'extrémité de Lafonia, entre Eagle Passage (en) et Adventure Sound (en). Cette zone a été identifiée par la BirdLife International comme zone importante pour la conservation des oiseaux.

## Description
L'aire protégée de Bull Point fait partie du terrain d'une ferme et est soumise au pâturage et elle est clôturée pour sa conservation. La zone est généralement basse avec un habitat varié de landes maritimes dans les parties les plus élevées et des plages rocheuses et sablonneuses sur le littoral. Des systèmes de dunes couvrent une grande partie de la pointe sud. Les prairies côtières entrecoupées d'étangs permanents et saisonniers offrent un habitat aux échassiers et à la sauvagine.

## Flore et faune
Parmi les 101 espèces de plantes recensées, les espèces intéressantes sont la fougère indigène vulnérable Dusen's moonwort (espèce de Botrychium), connue uniquement pour être présente dans deux autres localités des Malouines, le dock sud, et la Chevreulia lycopodioides (en), Leucheria suaveolens (es)  et le 
Nassauvia gaudichaudii (en)  (espèces de Asteraceae) et l'orchidée Cypripedioideae.
Il existe une petite colonie de reproduction d'otarie à crinière et un important site d'échouage pour l'éléphant de mer du sud.
Les oiseaux pour lesquels le site est important pour la conservation comprennent le brassemer des Malouines, l'ouette à tête rousse (65 couples reproducteurs), le manchot papou (4 800 couples), le manchot de Magellan et la petite mélanodère à sourcils blancs.
L'aire protégée de Bull Point n'a pas encore été désignée réserve naturelle nationale.

## Galerie

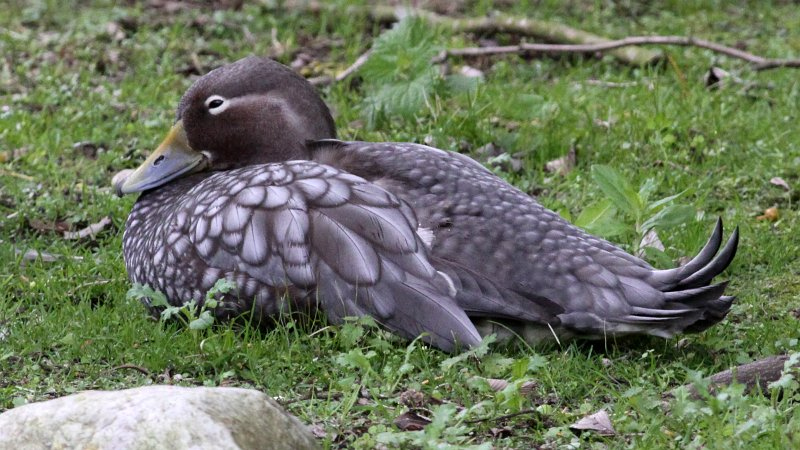
Brassemer de Patagonie
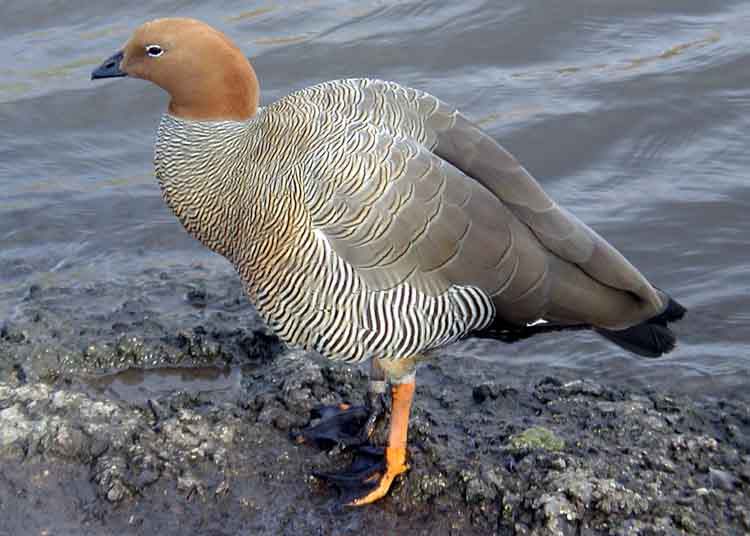
Ouette à tête rousse
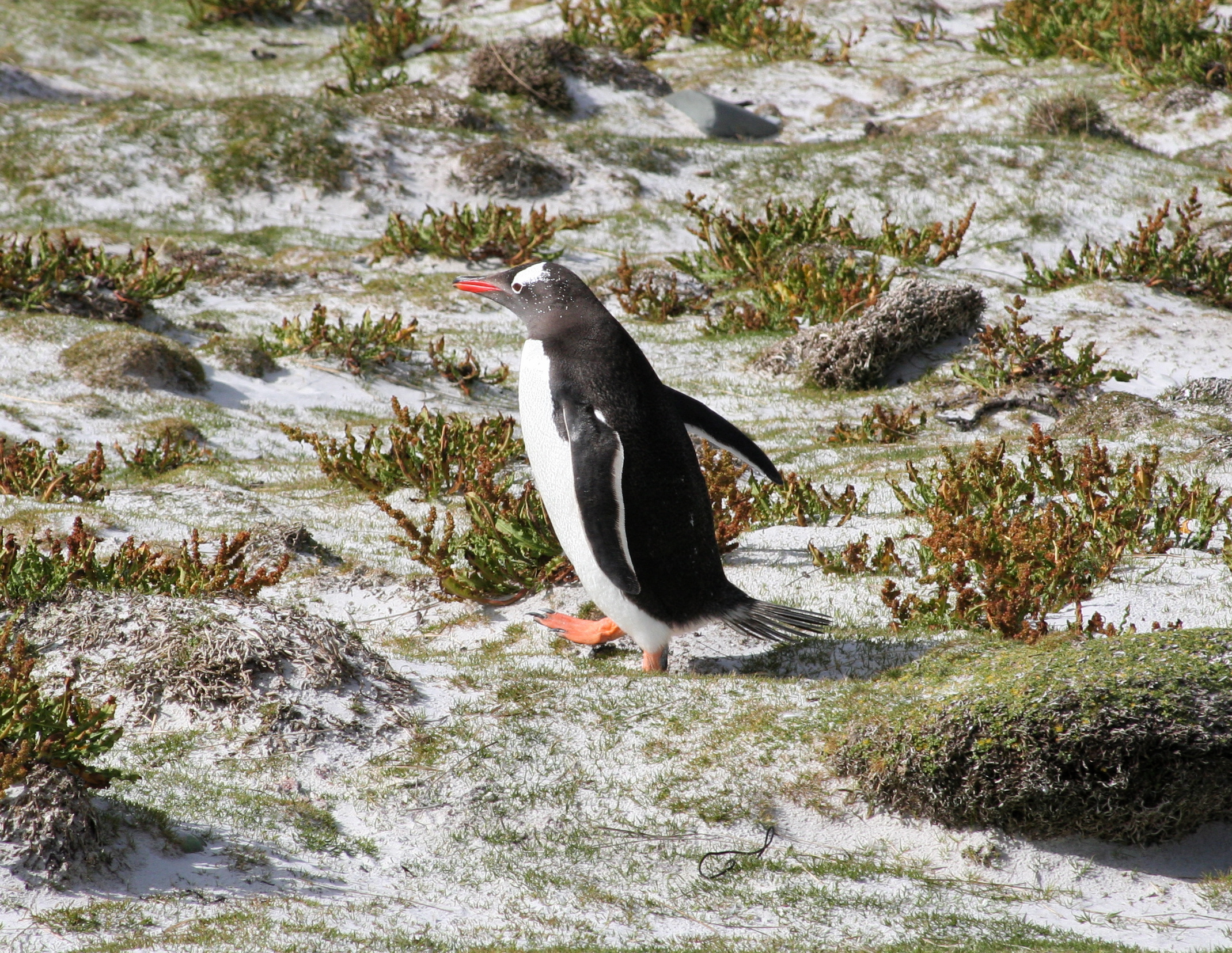
Manchot papou
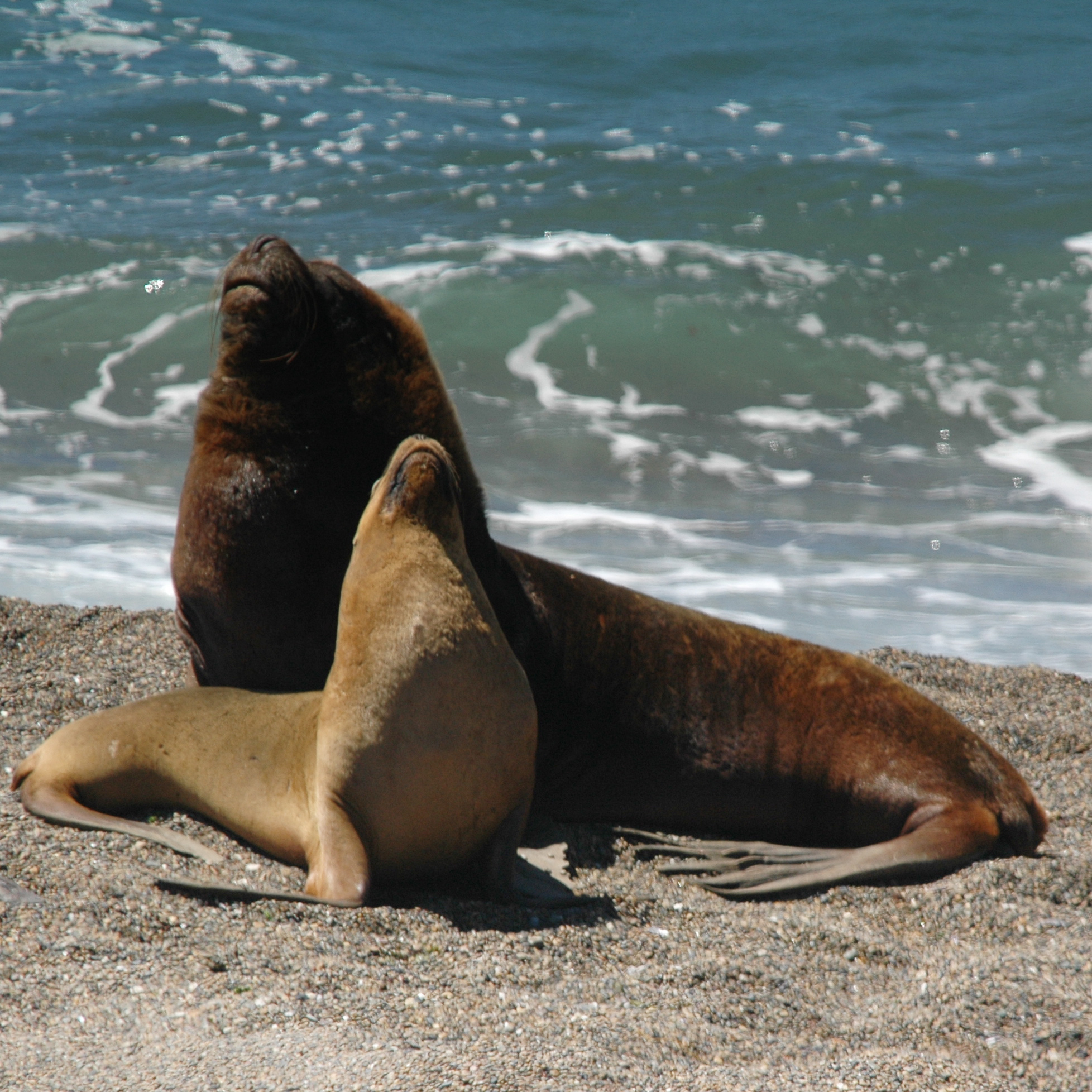
Otarie à crinière